# Монодактилиди
Монодактилидите (Monodactylidae) са семейство актиноптери от разред Бодлоперки (Perciformes).
Таксонът е описан за пръв път от Бернар Жермен дьо Ласепед през 1801 година.

## Родове
- Monodactylus
- Schuettea